# TUC (merk)

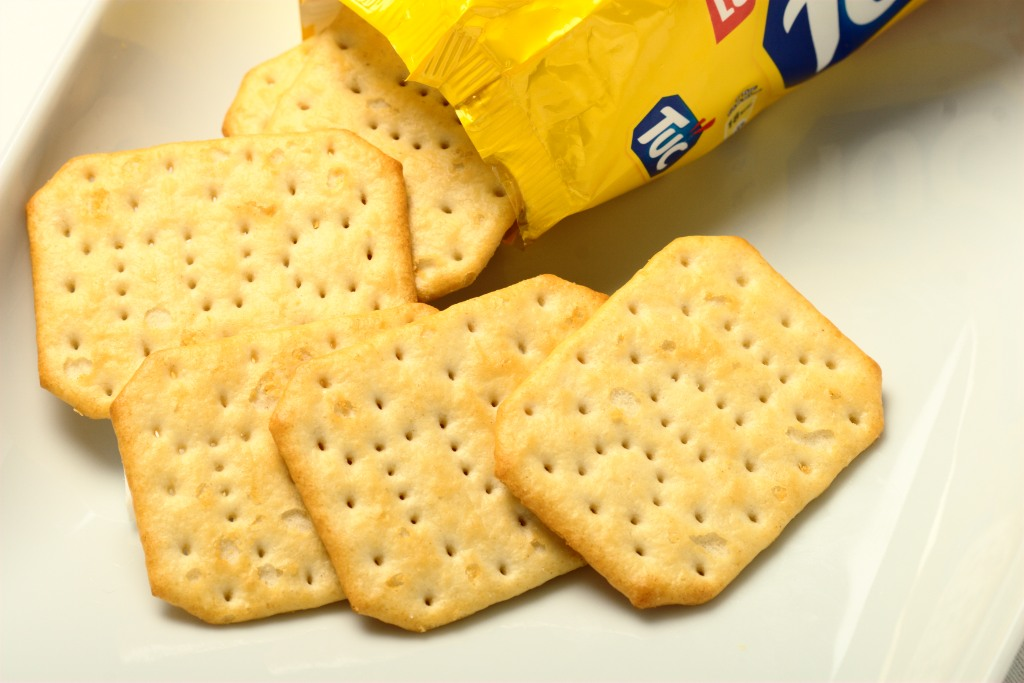
TUC-crackers

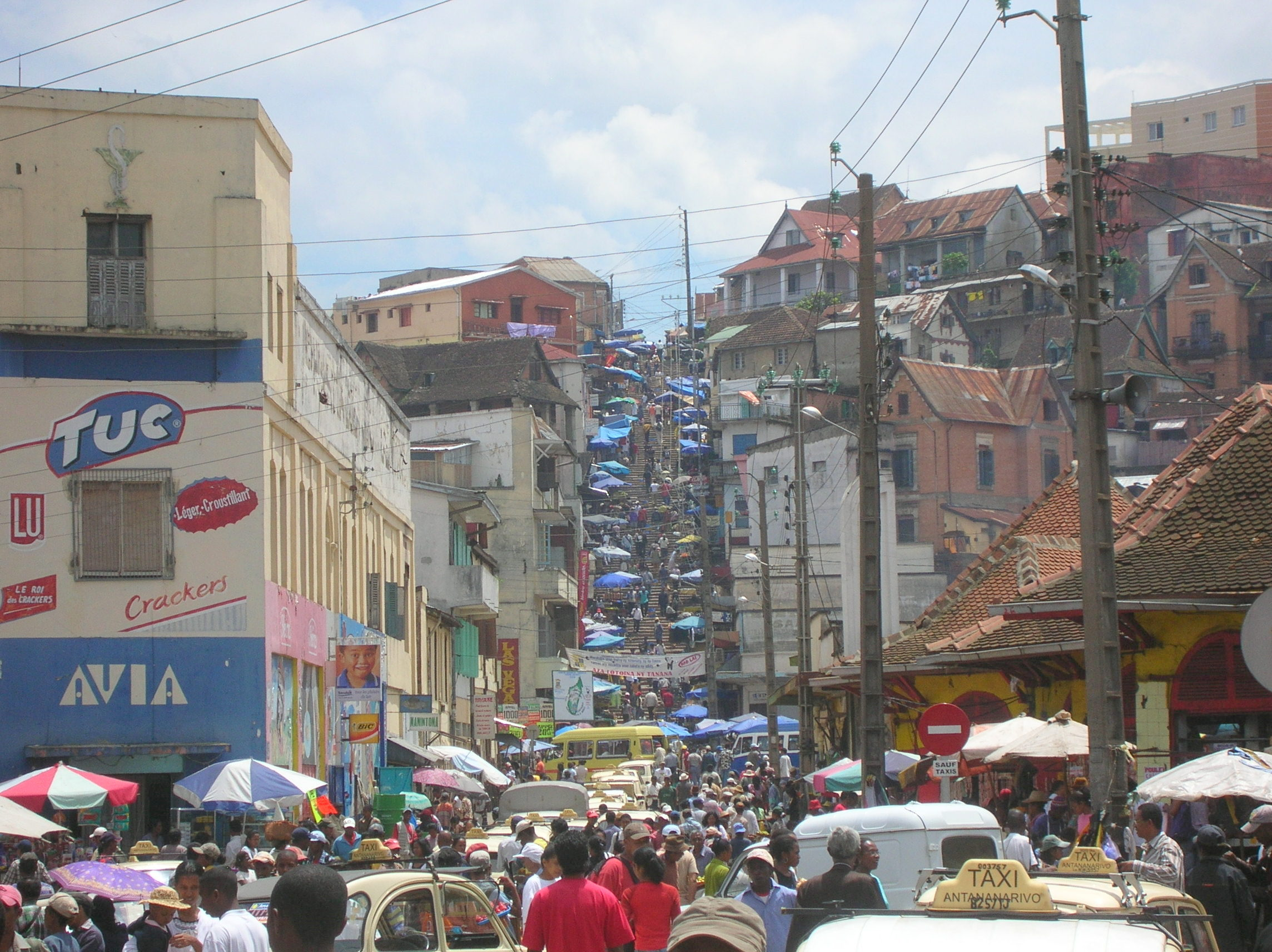
Reclame voor TUC op het eiland Madagaskar

TUC is een oorspronkelijk Belgisch merk crackers dat te koop is in Europa, Azië, Noord-Amerika en Afrika. Het product werd in 1958 op de markt gebracht door Biscuits Parein.
De originele dunne crackers hebben de vorm van een achthoek (als een rechthoek met afgesneden hoeken) en hebben een goudgele kleur met een blinkende bovenlaag. Op de crackers staat in kleine gaatjes, die bedoeld zijn om blaasvorming bij het bakken te voorkomen, de naam TUC gespeld. Deze afkorting staat voor 'Trades Union Corporation'. 
Over de jaren heen zijn er veel variëteiten van de cracker op de markt gebracht, waaronder original, crispy, kaas, bacon, zout & peper, look & kruiden, paprika, sesam, tomaat-mozzarella, pizza, barbecue, sweet chili, BREAK original, BREAK rozemarijn & olijfolie, BREAK granen en sour cream & onion, Mini en Crack's.
Sommige producten zijn veganistisch.
TUC's worden voor Europa geproduceerd door Kraft Foods, in 2012 overgenomen door Mondelez, met uitzondering van de Engelstalige landen, die voorzien worden door de Jacob Fruitfield Food Group.
In maart 2023 werd aangekondigd dat de fabriek van Mondelēz in Herentals de capaciteit voor TUC fors zal uitbreiden vanaf 2024. Er zal 6.500 ton per jaar geproduceerd worden. De geplande uitbreiding is nodig omdat de populariteit van de koekjes toegenomen is en de vestiging in Oekraïne zwaar beschadigd werd tijdens een militaire aanval in 2022.